# 이오인 오더피
이오인 오더피(영어: Eoin O'Duffy, 아일랜드어: Eoin Ó Dubhthaigh 온 오 둡허이, 1892년 10월 30일-1944년 11월 30일)는 아일랜드의 정치인, 군인이다. 아일랜드 독립전쟁 당시 아일랜드 공화국군(IRA)의 모나간 여단을 지휘했으며, 1922년에는 IRA 참모총장이 되었다. 아일랜드 내전 때는 미할 오 켈란을 따라 조약 찬성파에 가담했다.